# Ferrovia da Penafiel a Lixa ed Entre-os-Rios
La ferrovia da Penafiel a Lixa ed Entre-os-Rios (in portoghese Caminho de Ferro de Penafiel à Lixa e a Entre os Rios) era una linea ferroviaria a scartamento metrico che collegava Penafiel a Lixa e ad Entre-os-Rios, in Portogallo.
Inaugurata l'11 novembre 1912 fu dismessa alla fine degli anni venti.

## Storia

### Prodromi
Nel 1908 l'imprenditore Cerqueira Magro propose la costruzione di una ferrovia tra Penafiel e Lixa, passando per Lousada e Felgueiras per sopperire alla mancanza di collegamenti ottenendone la concessione.
I lavori propedeutici iniziarono nel febbraio del 1909.
Il 17 luglio 1910 fu bandito un concorso per la costruzione e l'11 settembre si costituì una società anonima a responsabilità limitata che prese la denominazione di Companhia do Caminho de Ferro de Penafiel à Lixa e a Entre os Rios; questa per reperire ulteriori capitali emise obbligazioni. La società comprendeva le municipalità di Lousada, Penafiel e Felgueiras e costruì senza alcun contributo dello Stato.

### Costruzione della Penafiel-Lixa
L'11 novembre 1912 il primo treno da Penafiel, stazione della ferrovia del Duero, raggiunse Novelas. L'8 novembre 1913 la ferrovia raggiunse Lousada; il treno inaugurale era trainato da una locomotiva denominata "Lousada". Lousada fu collegata a Longra il 10 maggio 1914.
Nel giugno del 1914 il treno raggiungeva Felgueiras e il 5 settembre Lixa, con un totale di 30 km di linea.

### Penafiel collegata ad Entre-os-Rios
Nel mese di aprile del 1914 il Ministero dello sviluppo autorizzò il prolungamento della linea da Penafiel a Entre-os-Rios per complessivi ulteriori 15,91 km. Nel maggio del 1914 iniziarono i lavori e raggiunsero Calçada il 20 novembre. Dalla realizzazione della ferrovia ci si aspettava un grande risultato in termini di movimentazione merci e passeggeri in quanto la regione era ricca di produzioni agricole e alimentari.
Il 13 aprile 1915 la ferrovia raggiunse Torre; il 17 giugno fu completa fino ad Entre-os-Rios .

### Declino e chiusura
Nel 1916, anche a causa della prima guerra mondiale, la società incontrò serie difficoltà economiche e si verificarono vari incidenti. All'inizio del 1920 la congiuntura internazionale e l'aumento del traffico stradale posero la società in una situazione di crisi irreversibile.
La crisi investiva tutto il settore delle ferrovie, soprattutto quelle a scartamento ridotto; il 20 febbraio del 1920, la Giunta Consultiva delle Caminhos de Ferro, consigliò il governo a concentrare in un'unica impresa tutte le compagnie a scartamento ridotto includendo anche la Penafiel-Lixa-Entre-os-Rios; suggerì anche di costruire un ramo Lixa-Vizela, sulla ferrovia di Guimarães, per collegare le due reti.
Nel marzo 1923 un bando di concorso per la gestione della linea andò deserto e dovette essere ripetuto alla fine dell'estate. Nel 1929 la linea venne chiusa per decreto governativo e fu disarmata nel corso del 1931. Alcuni fabbricati vennero nel tempo alienati; della vecchia ferrovia rimangono evidenti solo poche tracce.

## Caratteristiche
| Unknown route-map component "exLCONTgq" | Unknown route-map component "exLSTR+r" |  |

| Unknown route-map component "exKBHFa" + Unknown route-map component "exLSTR" |

| Unknown route-map component "exHST" |

| Unknown route-map component "exHST" |

| Unknown route-map component "exBHF" |

| Unknown route-map component "exHST" |

| Unknown route-map component "exHST" |

| Unknown route-map component "exHST" |

| Unknown route-map component "exHST" |

| Unknown route-map component "exBHF" |

| Unknown route-map component "exHST" |

| Unknown route-map component "exHST" |

| Unknown route-map component "exHST" |

| Unknown route-map component "exHST" |

| Unknown route-map component "exHST" |

| Unknown route-map component "exHST" |

|  | Unknown route-map component "exSTR" | Continuation backward |

|  | Unknown route-map component "exXBHF-L" | Unknown route-map component "eXBHF-R" + Small non-passenger station on track |

| Unknown route-map component "CONTgq" | Unknown route-map component "xKRZ" | One way rightward |

| Unknown route-map component "exBHF" |

| Unknown route-map component "exHST" |

| Unknown route-map component "exHST" |

| Unknown route-map component "exHST" |

| Unknown route-map component "exHST" |

| Unknown route-map component "exHST" |

| Unknown route-map component "exHST" |

| Unknown route-map component "exHST" |

| Unknown route-map component "exHST" |

| Unknown route-map component "exHST" |

| Unknown route-map component "exHST" |

| Unknown route-map component "exLCONTgq" | Unknown route-map component "exSTR" + Unknown route-map component "exLSTR+r" |  |

|  | Unknown route-map component "exKBHFe" |

### Percorso
La ferrovia si sviluppava da Penafiel verso le due direzioni opposte di Lixa e di Entre-os-Rios e correva in sede promiscua con la strada. Tra Penafiel e Lixa, circa 30 km, i treni impiegavano circa 2 ore in quanto facevano molte fermate; la velocità media era bassa anche a causa della sua tortuosità, con curve di 25 m di raggio e della sua acclività con pendenze che raggiungevano il 76,8 per mille e senza uso di cremagliera. Tale pendenza era tra le più alte in assoluto ad aderenza naturale.
Lo scartamento usato era quello metrico (1000 mm) e le rotaie del tipo a gola in tutti i tratti costruiti su strada in terra battuta.

### Materiale rotabile
Data l'assenza di cremagliera sulla linea erano impiegate locomotive a vapore di potenza elevata di costruzione Henschel & Sohn